# عريضة الحقوق
عريضة الحقوق، التي سُنت في 7 يونيو 1628، وثيقة دستورية إنجليزية تبيّن إجراءات حماية فردية معينة ضد الدولة، وذكرت التقارير أنها مكافئة للوثيقة العظمى ووثيقة حقوق 1689. كانت جزءًا من نزاع أوسع بين البرلمان وعائلة ستيوارت قاد إلى حرب الممالك الثلاثة بين عامي 1638 و1651 والتي حُلت في آخر الأمر في الثورة المجيدة لعام 1688.
عقب سلسلة من النزاعات مع البرلمان على منح الضرائب، فرض الملك تشارلز الأول في عام 1627 «قروضًا إجبارية» وسجن من رفضوا الدفع من دون محاكمة. أعقب هذا استخدام القانون العرفي في 1628، الذي أجبر المواطنين العاديين على إطعام وإكساء وإيواء الجنود والبحارة، ما يعني ضمنيًا أن بوسع الملك تجريد أي فرد من أملاكه أو حريته من دون تبرير. وحد ذلك المعارضة في كل طبقات المجتمع، ولا سيما العناصر التي اعتمد عليها النظام الملكي في الدعم المالي وجمع الضرائب والإشراف على العدل إلخ.، نظرًا لأن الثروة زادت من الضعف ببساطة.
جهزت لجنة مجلس العموم أربعة «قرارات»، أعلنت كل منها غير قانوني، بينما أعادت التأكيد على الوثيقة العظمى والأمر بالمثول أمام القضاء. كان تشارلز يعتمد في ما سبق على مجلس اللوردات لدعمه ضد مجلس العموم، لكن استعدادهم للعمل معًا أجبره على قبول العريضة. آذن ذلك بمرحلة جديدة في الأزمة الدستورية، نظرًا لاتضاح أن الكثير في كلا المجلسين لا يثق به، أو بوزرائه، لتفسير القانون.
ما تزال العريضة سارية في المملكة المتحدة، وأجزاء من الكومنولث. ذكرت التقارير أنها أثرت بعناصر من هيئة الحريات في ولاية ماساتشوستس والتعديلات الثالث والخامس والسادس والسابع لدستور الولايات المتحدة.

## خلفية
في 27 مارس 1625، مات الملك جيمس السادس والأول، وخلفه ابنه، تشارلز الأول. كانت أكثر قضايا سياسته الخارجية إلحاحًا حرب الثلاثين عامًا، وبالتحديد استرداد الأراضي والألقاب الموروثة للبروتستانتي فريدريك الخامس، ناخب بالاتينات، الذي زُوج لأخته إليزابيث.
كانت السياسة الموالية لإسبانيا التي اتبعها جيمس قبل عام 1623 مكروهة وغير فعالة ومكلفة، وكان ثمة دعم واسع النطاق لإعلان الحرب. مع ذلك، أنفق المال الذي منحه البرلمان لهذه الغاية على الأسرة الملكية، في حين اعترضوا أيضًا على استخدام الضرائب غير المباشرة والرسوم الجمركية. أراد البرلمان الأول لتشارلز مراجعة النظام بأكمله، وبينما يُجرى ذلك، سمح مجلس العموم بالحمولة بالطن والباوند لاثني عشر شهرًا باعتباره إجراءً مؤقتًا، بدلًا من فترة الحكم بأكملها كما كان معتادًا.
أعطى تشارلز توجيهاته لمجلس اللوردات برفض مشروع القرار، وأرجأ البرلمان في 11 يوليو، لكن لحاجته المال من أجل الحرب، أعاد استدعاءه في 1 أغسطس. ومع ذلك، بدأ مجلس العموم بالتحقيق مع القائد العسكري المفضل لدى تشارلز، وهو دوق باكنغهام، المفضوح بعدم كفاءته وتبذيره. عندما طالبوا بسحب الثقة منه مقابل الموافقة على الضرائب، حل تشارلز البرلمان الأول في 12 أغسطس 1625. أجبرته حملة قادس الكارثية على استدعاء البرلمان في 1626، لكنهم مرة ثانية طالبوا بسحب الثقة من دوق باكنغهام قبل تقديم المال لتمويل الحرب، فاعتمد تشارلز «القروض الإجبارية»، حيث يُسجن من رفض الدفع من دون محاكمة، وإن استمروا بالمقاومة، يرسلون إلى المجلس الخاص.
بعد أن حكم رئيس المحكمة العليا السير راندولف كرو بأنه غير قانوني، لم يمتثل القضاء إلا بعد إقالته. سُجن أكثر من 70 فرد لرفضهم المساهمة، بما فيهم السير توماس دارنيل، والسير جون كوربيت، والسير والتر إيرل، والسير جون هيفينغهام، والسير إدموند هامبدن، والذين قدموا عريضة مشتركة من أجل الأمر المثول أمام القضاء. وبعد أن وافقت المحكمة في الثالث من نوفمبر 1627، أمرت المحكمة بجلب الخمسة لاستجوابهم. نظرًا لعدم وضوح التهم الموجهة إليهم، حاول المدعي العام السير روبرت هيث الحصول على حكم، وصار هذا معروفًا باسم «قضية درانيل»، رغم انسحاب دارنيل نفسه.
تلافى القضاة القضية عبر رفض الإفراج بكفالة، على أساس أنه ولغياب التهم، «فلا يمكن الإفراج عن [السجناء]، لأن الجريمة في الغالب خطرة إلى حد لا يسمح بمناقشتها عمومًا». بعد الهزيمة الواضحة، قرر تشارلز عدم متابعة الاتهامات، فنظرًا لأن خصومه يتضمنون رئيس القضاة السابق وغيره من كبار المسؤوليين القانونيين، يعني الحكم يعني أن القروض ستعتبر على الأرجح غير قانونية. صار الكثيرون يرفضون الدفع، وأجبره التخفيض في الدخل المتوقع على استدعاء البرلمان في عام 1628، بينما عاد جدل «معارضة أغلبية أعضاء البرلمان الملك».
لتمويل الجيش، لجأ تشارلز إلى القانون العرفي. كانت هذه عملية نفذها أسلافه لفترات وجيزة، وبالتحديد للتعامل مع التمردات الداخلية، أو تهديدات الغزو المحدقة، ومن الواضح أن هذا ليس ما يجري هنا. كانت نيته السماح للقادة المحليين بمحاكمة الجنود أو المتمردين خارج المحاكم العادية، فجرى توسيعه ليطالب المدنيين بإطعام وإسكان وإكساء أفراد الجيش، وعُرف باسم «مال الغطاء والسلوك». ومثلما حدث في قضية القروض الإجبارية، حرم هذا الأفراد من أملاكهم الخاصة، وجعلهم عرضة للاحتجاز التعسفي إذا ما احتجوا.
في مجتمع ثمّن الاستقرار والتوقعية والتطابق، ادعى البرلمان الذي اجتمع في مارس أنه يؤكد القانون الراسخ والعرفي، ما يشير إلى أن جيمس وتشارلز قد حاولوا تغييره. في 1 أبريل، بدأت لجنة من مجلس العموم بتجهيز أربعة قرارات، بقيادة السير إدوارد كوك، رئيس القضاة السابق، والمحامي الأكثر احترامًا في عصره. حمى واحد الأفراد من فرض الضرائب غير المصرح بها من البرلمان، مثل القروض الإجبارية، ولخصت الثلاثة البقية الحقوق النافذة منذ 1225، وقدست لاحقًا في قانون الأمر بالمثول أمام القضاء 1679. نصت على أنه لا يمكن سجن الأفراد من دون محاكمة، أو حرمانهم من أمر الإحضار أمام المحكمة، سواء من قبل الملك أو مجلس الملكة الخاص، أو احتجازهم حتى يتهموا بارتكاب جريمة.

## اشتراعها
بصرف النظر عن قبول مجلس العموم للقرارات بالإجماع في الثالث من أبريل، لم تحظَ بنفوذ قانوني ورفضها تشارلز. قدم حلًا بديلًا، مشروع قرار يؤكد الوثيقة العظيمة وستة مراسيم أخرى متعلقة بالحرية، بشرطة ألا تتضمن «أي توسيع للقوانين السابقة». رفض مجلس العموم، نظرًا لأن تشارلز لم يفعل إلا تأكيد الحقوق الراسخة، والتي كان قد أظهر بالفعل استعدادًا لتجاهلها، في حين ما تزال تمكنه من تقرير ما هو قانوني.